# Valettiopsis multidentatus
Valettiopsis multidentatus är en kräftdjursart som beskrevs av J. L. Barnard 1961. Valettiopsis multidentatus ingår i släktet Valettiopsis och familjen Lysianassidae. Inga underarter finns listade i Catalogue of Life.